# Nederasselt
Nederasselt is een klein landelijk dorp dat ligt in de Nederlandse provincie Gelderland. Het is een van de vier kernen van de gemeente Heumen. Naast Nederasselt behoren Heumen, Malden en Overasselt tot deze gemeente, waarvan het gemeentehuis in Malden staat.

## Geschiedenis
De eerste bekende bewoning van Nederasselt is van ongeveer 2000 jaar voor Christus. De plaats is bewoond gebleven tot het einde van de Romeinse tijd. Daarna lijkt het tot de Karolingische tijd zo rond de negende eeuw onbewoond te zijn gebleven. Door gebrek aan middelen en kennis om op een rendabele manier landbouw te bedrijven en door de vele overstromingen van de Maas was het gebied lange tijd niet geschikt voor bewoning. De eerste vondsten die gedaan zijn van voorwerpen na de Romeinse tijd stammen dan ook uit de negende eeuw.
Het is door de eeuwen heen een gehucht gebleven, zoals ook de toenmalige naastgelegen buurtschappen Overasselt, Worsum en Ewijk en Lunen. De eerste drie vormen nu het dorp Overasselt terwijl Lunen steeds een buurtschap is gebleven.

## Situering
Het dorp is gelegen op een lichtelijk hoger gelegen terp tussen de gebieden die nu bekendstaan als de uiterwaarden en het Broek. De uiterwaarden bestaan uit een relatief breed en groot buitendijks gebied. Het Broek is van oorsprong een moerassig laaggelegen gebied ten noorden van Nederasselt. Dit gebied is vrijwel onbewoond omdat het er tot 1926 onveilig was en het ongemakkelijk was om daar te wonen. Het overstroomde vaak vanwege de inadequate dijken en het gebrek aan natuurlijke drainage.

## Molen
Vlak bij het dorp Nederasselt staat De Maasmolen, een standerdmolen uit ongeveer 1700. Deze Maasmolen is in de jaren zeventig verplaatst van het terrein van het huidige distributiecentrum naar het Molenwiel, dit is een door diverse verwoestende overstromingen en dijkdoorbraken gevormd meer. In de 17e eeuw is voor het verdedigen van de stad Grave het kroonwerk Coehoorn in de Nederasseltse uiterwaarden aangelegd. De naam Coehoorn is afkomstig van de bouwer Menno van Coehoorn. Van dit kroonwerk is heden ten dage niets meer over, maar er zijn struiken geplant op de plaats waar vroeger het kroonwerk stond, zodat de contouren hiervan goed zichtbaar zijn. Ook een restaurant, centraal in het dorp gesitueerd, is vernoemd naar Menno van Coehoorn.
Aan de westzijde heeft het dorp een weids karakter. Hier zijn nog vele aanzichten te vinden van de toenmalige dorpskern, die gevestigd was rond de Graafsche Weg, zoals die voor 1927 liep van Nijmegen naar Den Bosch. De huidige dorpskern is gegroeid rond de laatst gebouwde katholieke kerk in het dorp uit 1891. Hier zijn veel oude huizen bewaard gebleven en diverse straten zijn aangelegd in de jaren zestig. Aan de oostzijde heeft het dorp het karakter van een bedrijventerrein. Er staat onder andere een groot distributiecentrum, waar veel autochtonen uit dit dorp werken of hebben gewerkt. Dit distributiecentrum is ooit begonnen als transportbedrijf van een molenaar, die later ook melk ophaalde bij de boeren uit de buurt voor de zuivelfabriek die gevestigd was in het huidige pand aan de Broekstraat 9.

## Kerk
De voornoemde katholieke kerk in Nederasselt is een levendige parochiekerk, Antonius-abt genaamd. De kerk is ontworpen door Pierre Cuypers. De kerk is middels aangepaste blauwdrukken van Pierre Cuypers uiteindelijk in de huidige vorm ontworpen door de Roermondse architect Caspar Franssen, die veel samenwerkte met Cuypers. Franssen was eind 19e eeuw de architect van zeer veel katholieke kerken, meestal in het zuiden des lands, toen de katholieken na een verbod van enkele eeuwen weer toestemming hadden om kerken te bouwen. De kerk heeft een neoromaanse basiliekstijl, een stijl die eind 19e eeuw erg in de mode was. Mensen die het door Cuijpers ontworpen Rijksmuseum en Centraal Station in Amsterdam kennen, zullen in het interieur veel overeenkomsten zien met de Nederasseltse kerk. Deze kerk verkeert in een goede staat. Er zijn veel actieve en toegewijde vrijwilligers die alles onderhouden en regelen en bijvoorbeeld drie koren die de vieringen opluisteren.

## Klooster
Vast aan de kerk gebouwd is het voormalig klooster JMJ (Jezus Maria Jozef). Dit klooster is even oud als de kerk en eveneens ontworpen door Cuypers. Het klooster is geschonken uit de nalatenschap van de familie Tienen. Deze familie heeft het klooster geschonken als aflaat om eeuwigdurend het recht voor misintenties ten behoeve van redding van hun zielen te krijgen. In die tijd van massale bouw van kerken en kloosters was dit een bekende praktijk bij rijke katholieke families, die zo hun religieuze schuldgevoel over het hun beschikbare kapitaal konden compenseren.
De bouwmaterialen voor het gehele gebouw zijn vanaf het toenmalige veerhuis steen voor steen, balk voor balk met kruiwagens en paard en wagen van trekschuiten naar de bouwplaats vervoerd. Tegenwoordig is het kloostergebouw niet meer in gebruik als klooster en heet het gebouw "Het Tweede Huis". Het dient als opvang voor mensen die vanwege diverse soorten problemen enige tijd een zorgeloze opvang nodig hebben.
In Nederasselt bevindt zich in het Klokstraatje het gebouw dat gediend heeft als Nederlands Hervormde Kerk. Dit is oorspronkelijk een eenvoudig vierkant bouwwerk uit 1804, ontworpen door architect E. Hekkelman. De kleine toren met daaronder een hal, die diende als ingang, is aangebouwd in 1934. Naast de kerk staat het voormalige kostershuis. De kerk is niet meer in gebruik voor religieuze doeleinden. Alleen het kerkhof wordt nog sporadisch gebruikt. Het heeft nu een eigen ingang, los van de kerk, open voor publiek. Het gebouw doet tegenwoordig dienst als atelier voor een kunstenaar, woonachtig in het voormalig kostershuis.

## Rijksweg
Tussen de oude en de nieuwe kernen van Nederasselt in ligt de "Rijksweg". Deze weg, die sinds 1927 de vervanger is van de oude Graafsche Weg, leidt naar de tevens in 1927 afgebouwde Maasbrug, die na de bouw korte tijd de langste brug van Europa was. Omdat op deze plek al eeuwen een soort hogere doorwaadbare zandbank was, heeft men tevens een stuw aangelegd met daarnaast een sluiscomplex. Aan het grote verval kan men zien dat er reeds eeuwen een soort stuwfunctie is uitgegaan van deze plek. Door deze brug en verdere kanalisering van de Maas op andere plekken konden nu vanaf 1927 diepere schepen tot kustvaarders toe door de Maas varen van Rotterdam naar Limburg en zelfs tot in Luik (België) en omgekeerd.

## Fotogalerij

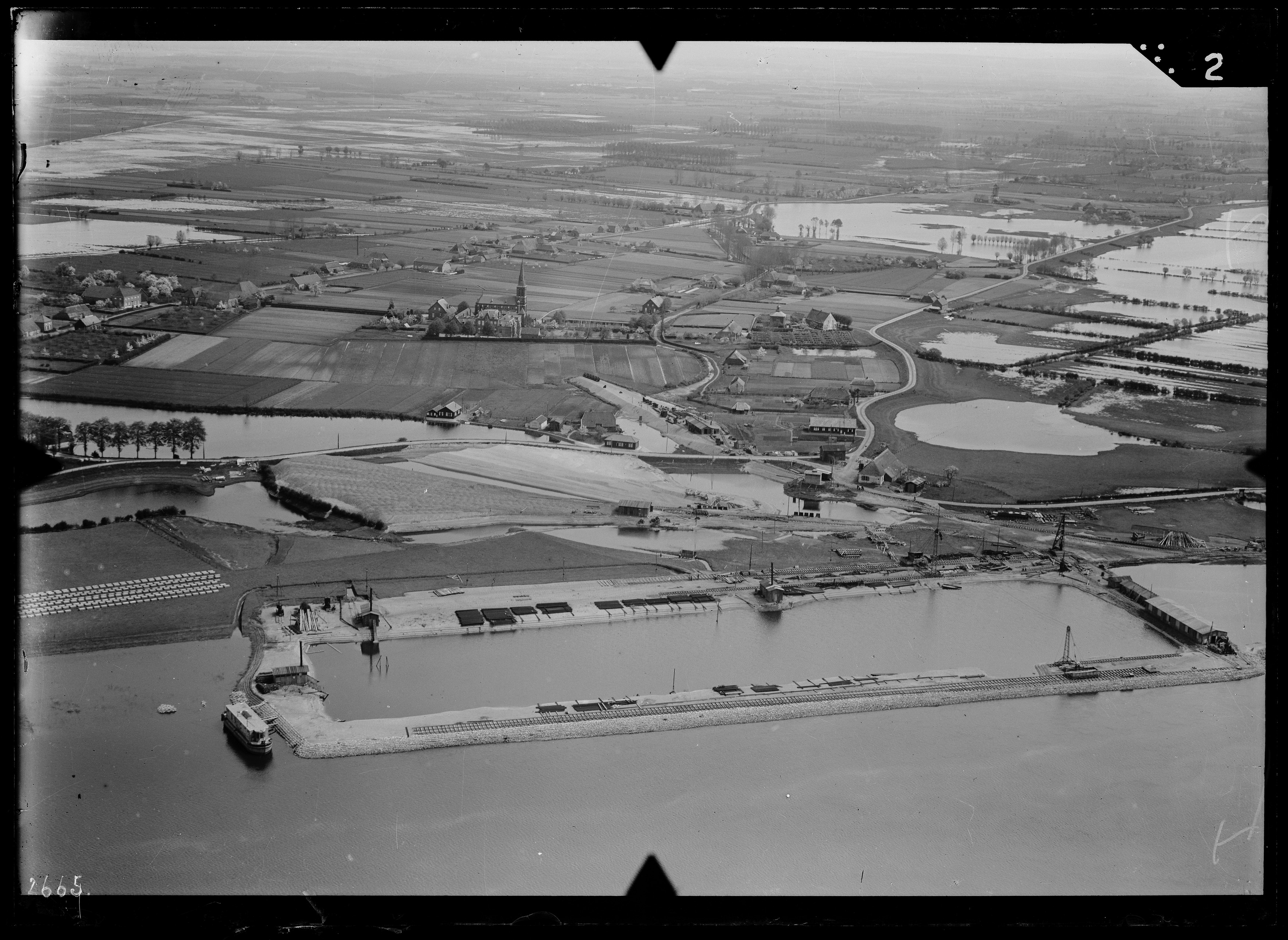
Overstroming van Nederasselt, Luchtvaartafdeeling, 1926
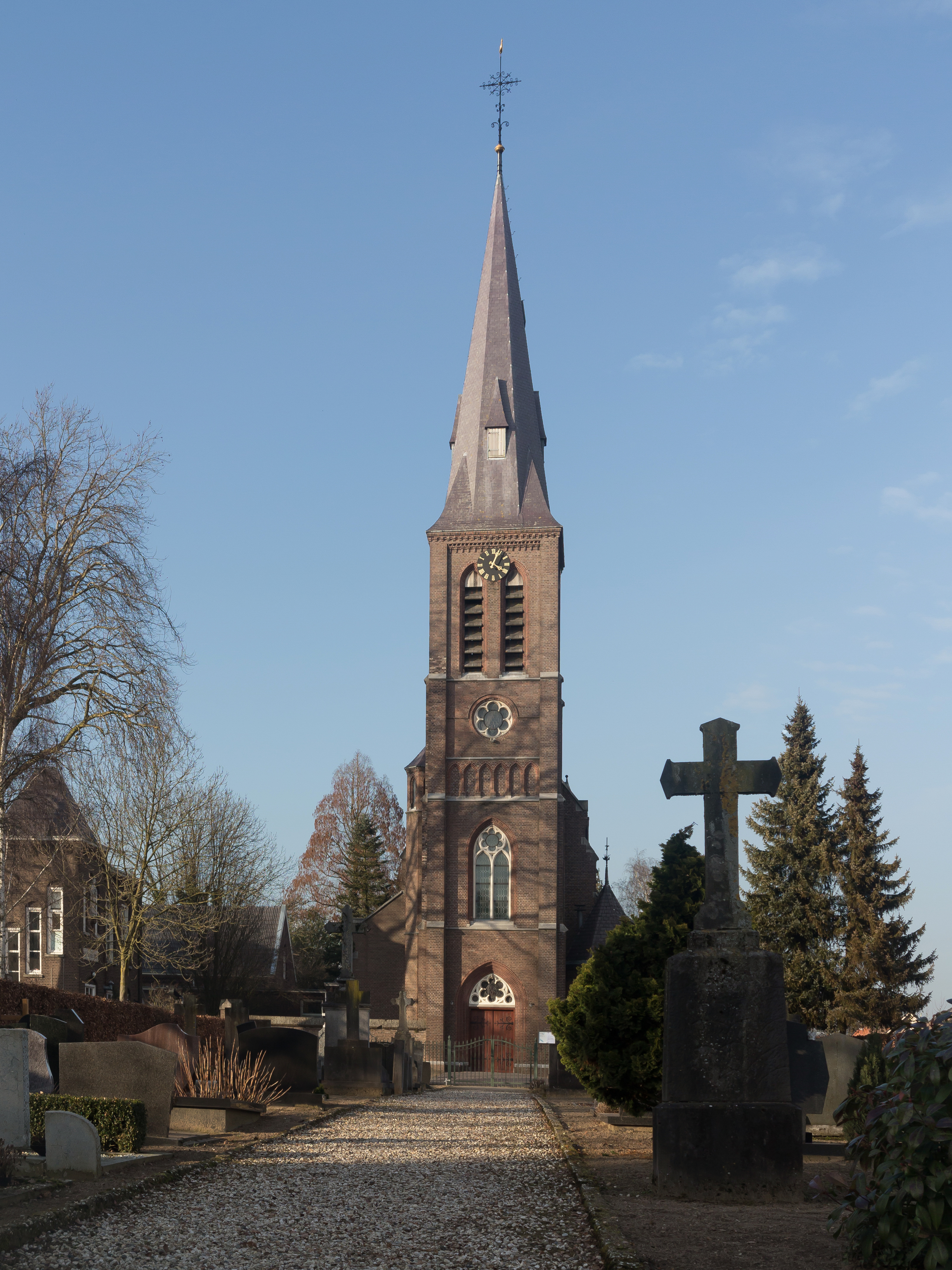
Rooms Katholieke kerk
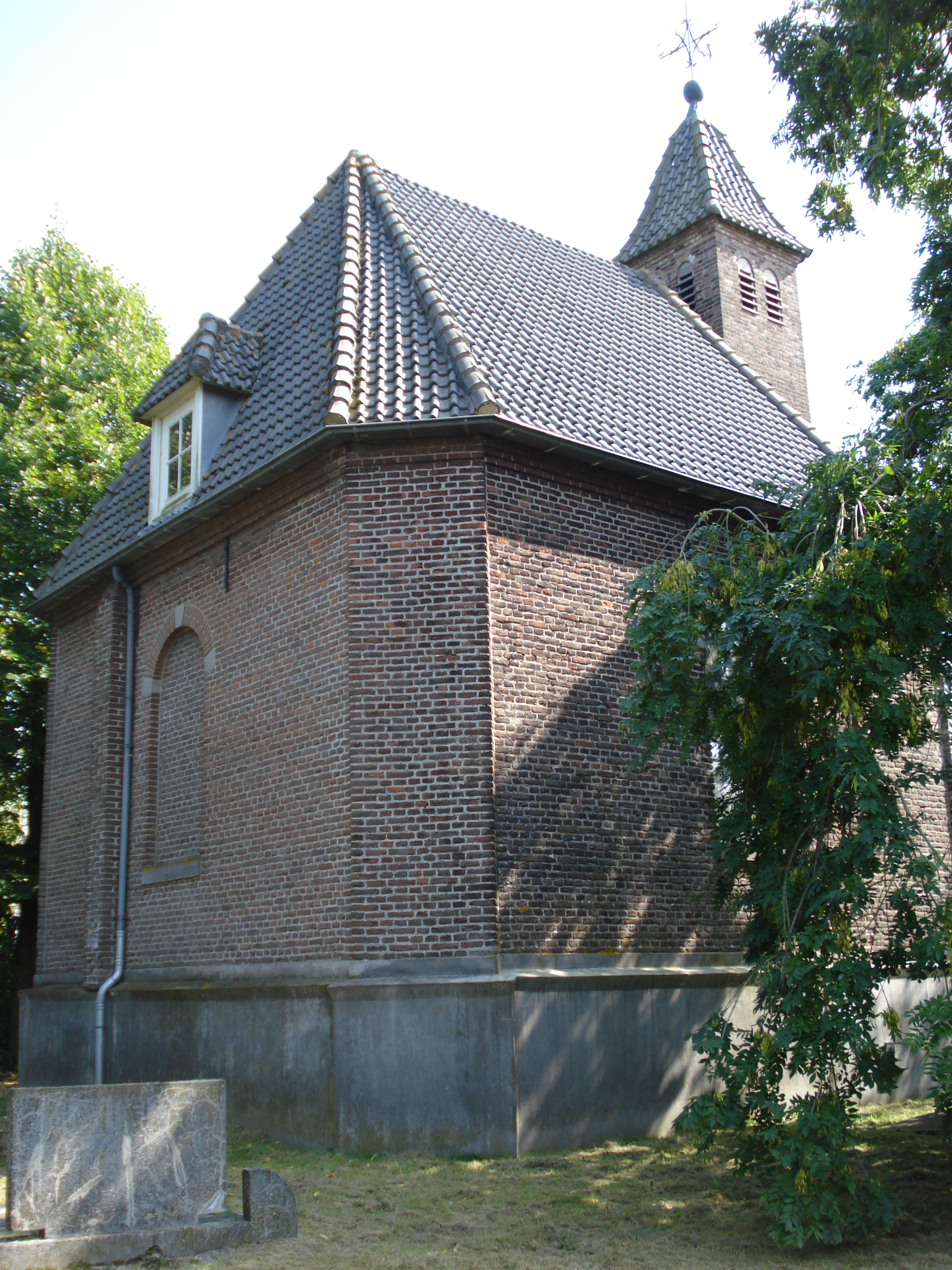
Voormalige Nederlands Hervormde kerk (tot 1967 in gebruik geweest)
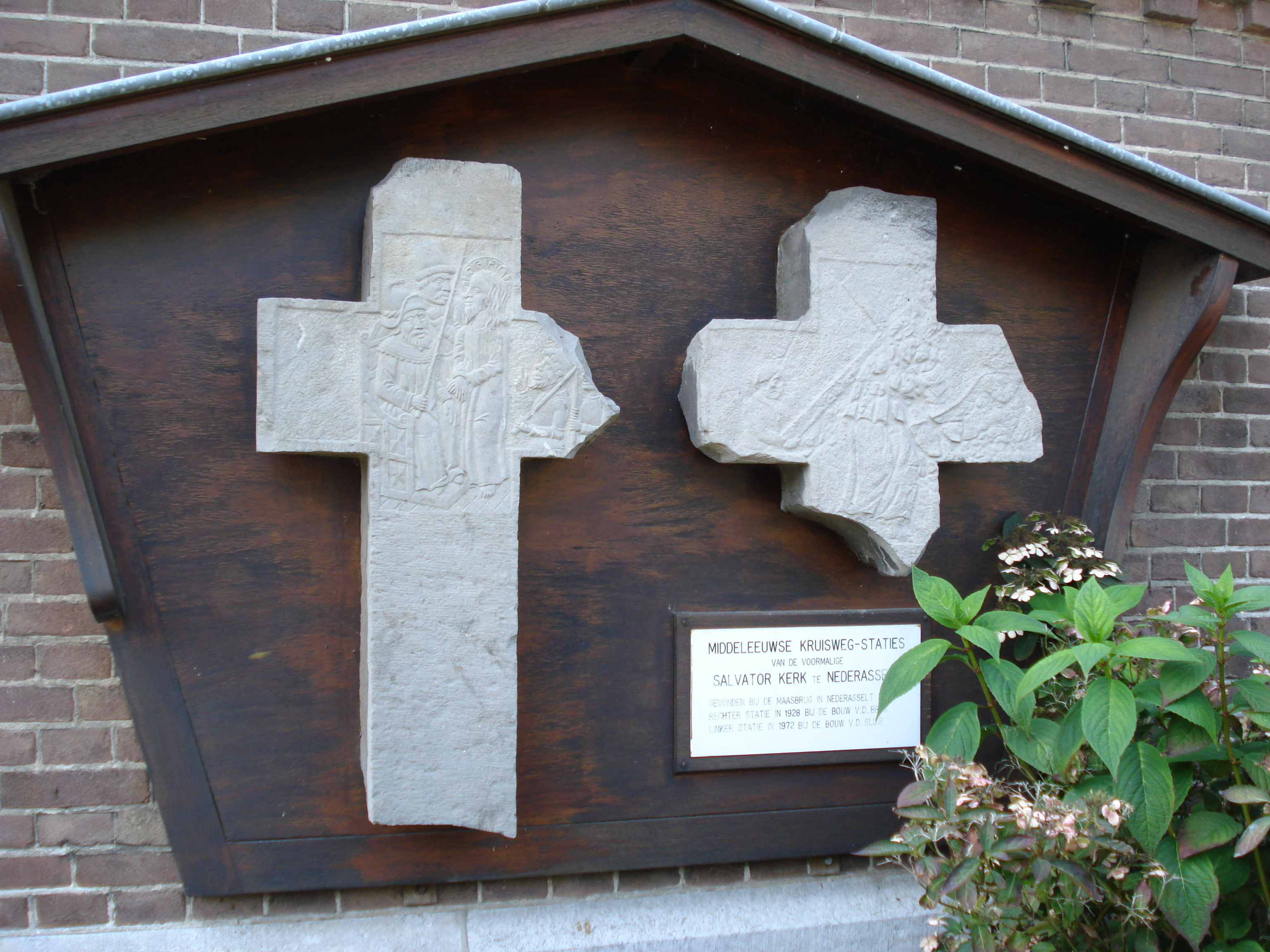
In de Maas gevonden oude kruiswegkruisen
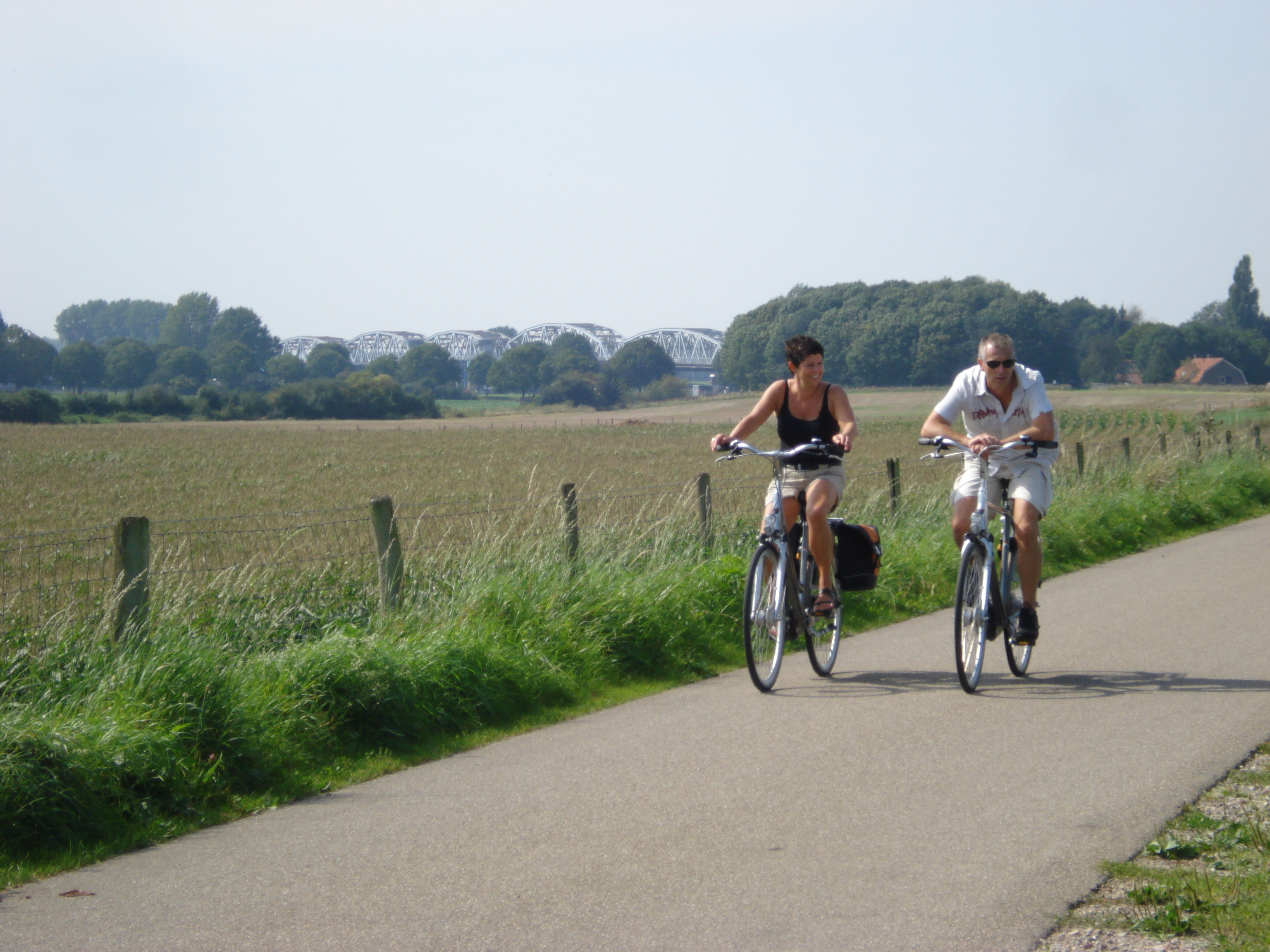
Maasdijk met fietsers
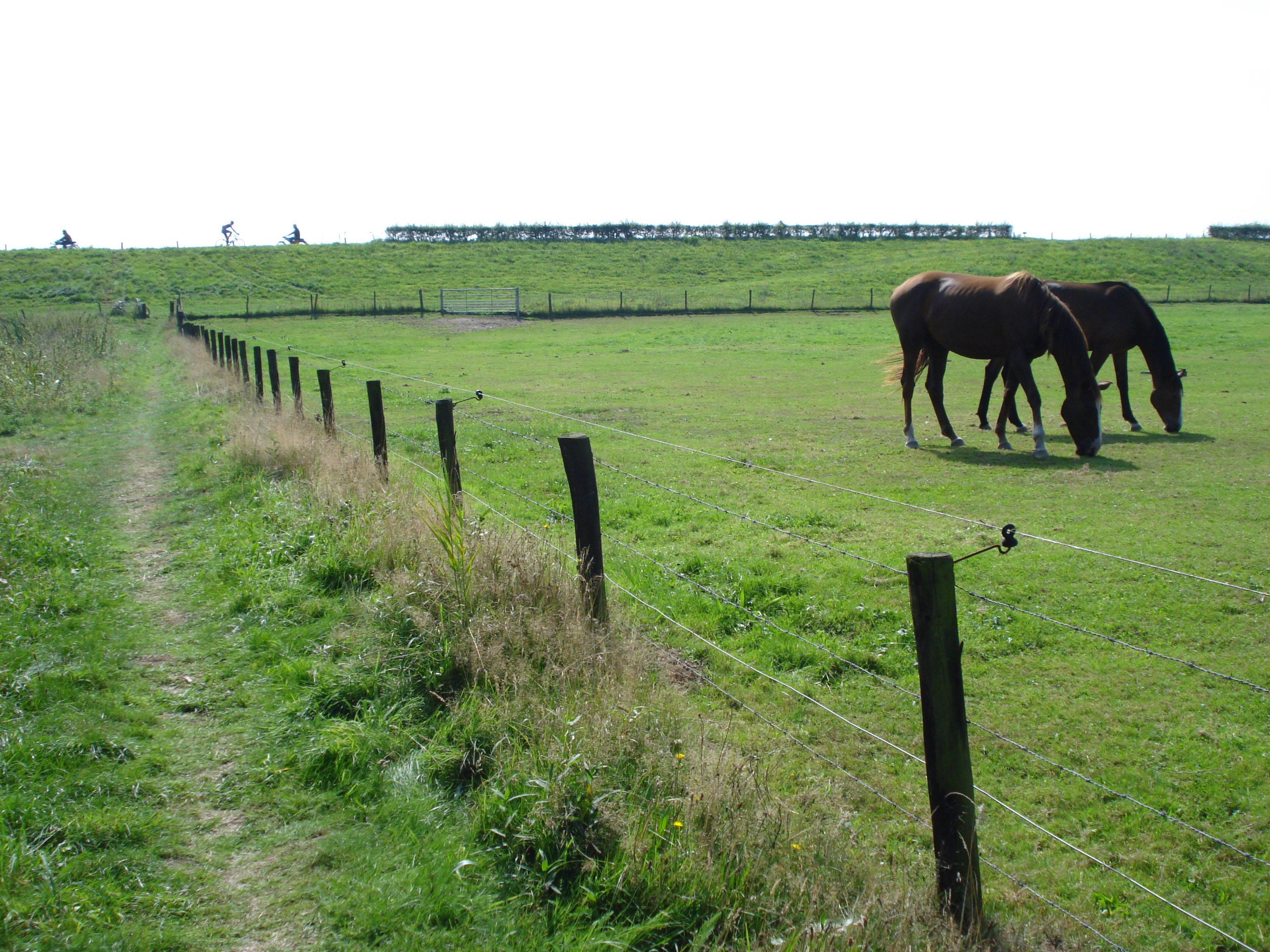
Landschap bij de Maasdijk
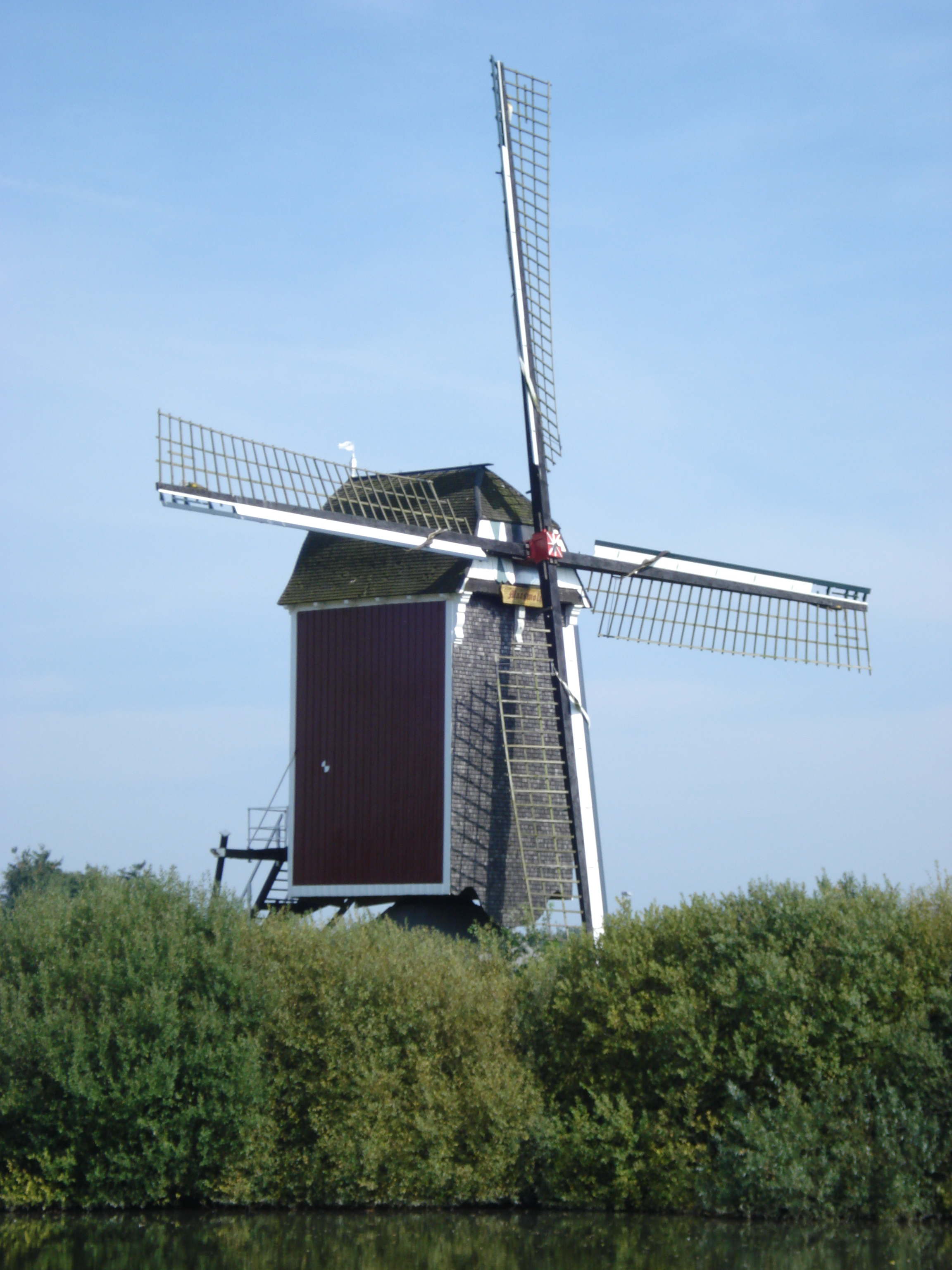
De Maasmolen
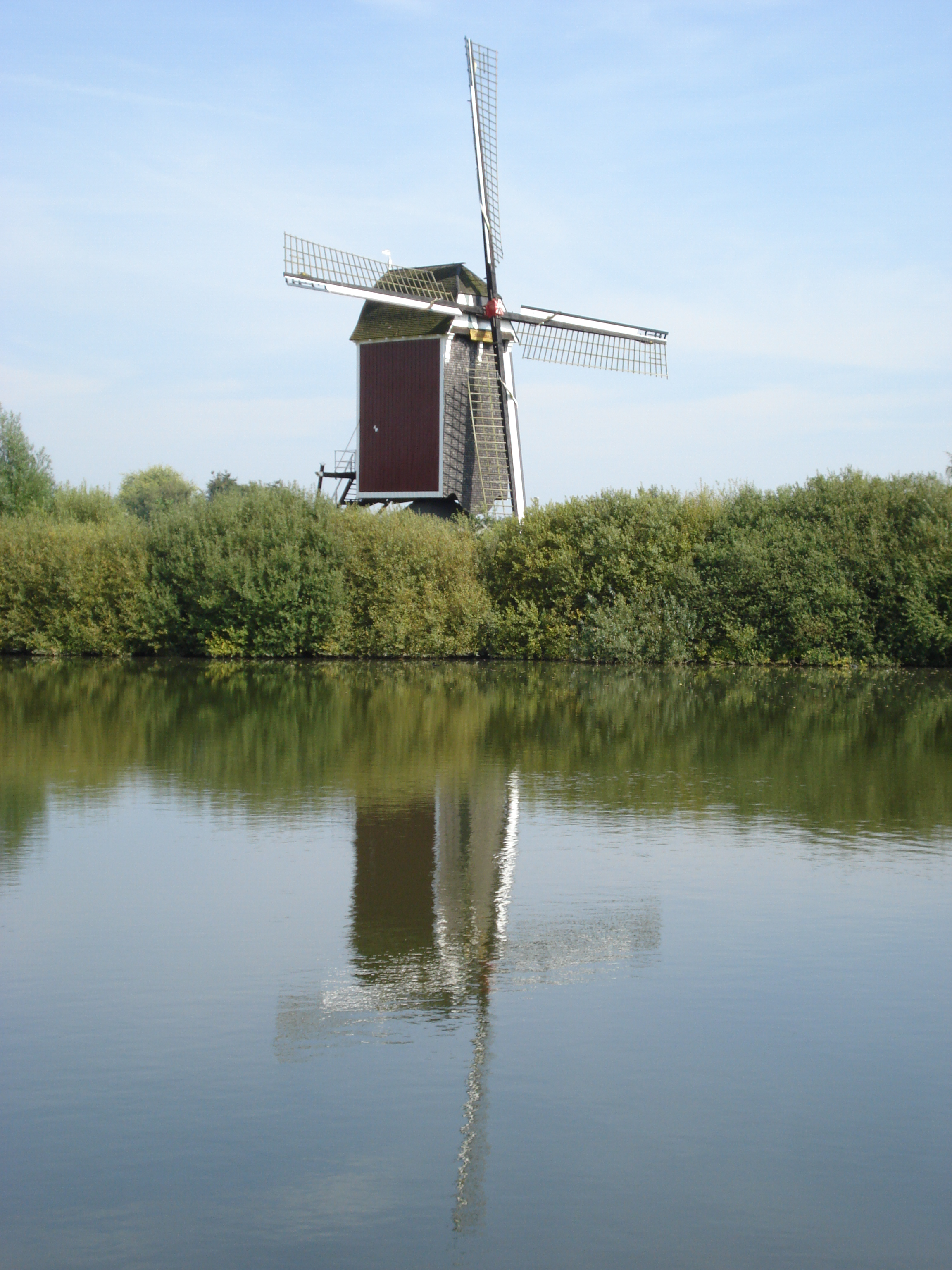
De Maasmolen met zijn spiegelbeeld.

Dorpen: Heumen · Malden · Molenhoek (deels) · Nederasselt · Overasselt

Buurtschappen: Blankenberg · Ewijk · Heide · Molenhoek · De Schatkuil · Schoonenburg · Sleeburg · Valenberg · Vogelzang · Worsum

Gelderland: Steden en dorpen in Gelderland      Nederland: Provincies · Gemeenten